# Ursula Bachhausen
Ursula Bachhausen (Solingen, Alemanya - 1965). És traductora literària especialitzada en la traducció de ficció, literatura infantil i juvenil i obres de teatre del català, castellà i francés a l'alemany. Ha traduït novel·les de Blanca Busquets i obres de teatre de Jordi Carbonell, de Josep Maria Miró i Coromina i de Pau Miró.